# Simskälafjärden
Simskälafjärden är en fjärd i Vårdö, Saltvik och Sund kommuner på Åland. Fjärden ligger söder om ön och byn Simskäla och sträcker sig omkring 13 kilometer i väst-ostlig riktning och omkring 9 kilometer i syd-nordlig riktning. I Simskälafjärden finns många små öar, i sydost finns den mindre Vikarfjärden. Simskäla är i väster förbunden med Boxöfjärden och i öster med Västra fjärden. I söder tar Vargatafjärden vid och leder vidare mot Lumparn.
Fjärden korsas av Simskälafärjan från norra Sandö till Östra Simskäla.